# راک کریک، بریتیش کلمبیا
راک کریک، بریتیش کلمبیا (به انگلیسی: Rock Creek, British Columbia) یک منطقهٔ مسکونی در کانادا است که در بریتیش کلمبیا واقع شده‌است. راک کریک ۶۰۳ متر بالاتر از سطح دریا واقع شده‌است.